# Little Immaculate White Fox
Little Immaculate White Fox ist das 2010 veröffentlichte Debütalbum der US-amerikanischen Band Pearl um Sängerin Pearl Aday.

## Hintergrund
Pearl Aday machte schon kurz nach dem Besuch des Emerson College in Boston ihre ersten Schritte im Musikgeschäft. Sie war ab 1994 Background-Sängerin bei mehreren Tourneen ihres Vaters, Meat Loaf, nahm mit ihm 2003 das Duett „Man of Steel“ auf, und begleitete Mötley Crüe bei deren „New Tattoo“-Tournee 2001. 2009 sang sie Backing Vocals auf Ace Frehleys Soloalbum Anomaly und begann die Aufnahmen für ihr erstes eigenes Album.
Das Album entstand in enger Zusammenarbeit mit ihrem Mann, dem Gitarristen Scott Ian (Anthrax); es wurde von Joe Barresi (Tool, Queens of the Stone Age, Bad Religion) produziert. Nachdem die meisten Songs aufgenommen waren, wollte Aday das Album noch weiter aufwerten. Sie nahm daher zwei weitere Titel auf: Eine Coverversion des Ike-&-Tina-Turner-Hits Nutbush City Limits, außerdem das Lied Broken White, das von Jay Ruston produziert wurde. Für das Album arbeitete Aday auch mit Ted Nugent, der Gitarre auf dem Song „Check Out Charlie“ spielt.

## Gastmusiker
- Jerry Cantrell (Gitarre auf Anything)
- Ted Nugent (Gitarre auf Check Out Charlie)
- Dominique Davalos (Bass auf Nutbush City Limits)
- Eric Leiderman (Schlagzeug auf Nutbush City Limits)
- Carl Colt (Gitarre auf Nutbush City Limits und Broken White)

## Titelliste
1. 4:20 – Rock Child (Aday, Blake)
2. 3:29 – Nutbush City Limits (Turner)
3. 4:35 – Broken White (Aday, Blake, Colt, Ian)
4. 3:22 – Check Out Charlie (Aday, Blake)
5. 4:08 – Mama (Aday, Blake)
6. 4:48 – My Heart Isn't In It (Aday, Blake)
7. 5:01 – Nobody (Aday, Blake, Ian)
8. 4:18 – Worth Defending (Aday, Blake)
9. 2:52 – Lovepyre (Aday, Blake)
10. 2:33 – Whore (Mother Superior)
11. 4:18 – Anything (Aday, Colt)

Auf der Titelliste des Booklets und der CD-Hülle sind die Songs Nutbush City Limits und Broken White vertauscht worden, sodass dort Broken White als zweiter und Nutbush City Limits als dritter Titel gelistet sind.